# Korallgrottan
Korallgrottan er en kalkstensgrotte mellem Stora Blåsjön og Ankarvattnet i det nordligste Jämtland i Strömsunds kommun. Grotten updagedes så sent som 1985 og hidtil er seks kilometer gange blevet udforsket, hvilket gør den til Sveriges længste grotte. Korallgrottan har fået sit navn fra de korallignende kalkformationer som vokser inde i grotten.
Der er offentlig adgang, men for at besøge Korallgrottan kræves det at man bestiller en guide, hvilket man kan gøre på guidecentret Korpens Öga eller via Gäddedes turistbureau. Cirka 400 gæster besøger grotten hvert år og højsæson er i juli måned.